# Sociale marketing
Sociale marketing is de toepassing van commerciële marketing concepten en technieken om maatschappelijke of sociale veranderingen te bewerkstelligen.
In de jaren 70 van de 20e eeuw woedde een debat binnen de marketinggemeenschap over hoe breed marketing gedefinieerd moest worden. In het juli 1971 nummer van Journal of Marketing deden Kotler en Zaltman een oproep in dit kader om marketing breder te definiëren dan tot commerciële transacties zoals tot op dat moment gebruikelijk was. Niet veel later werden deze ideeën nogmaals uiteengezet in het boek Social Marketing door marketing experts Philip Kotler en Eduardo L. Roberto. Kotler en Roberto introduceerden het onderwerp met de woorden: “Een campagne voor sociale verandering is een georganiseerde inspanning door een groep (de change agent) die probeert anderen (de target adopters) over te halen tot het accepteren, aanpassen of loslaten van bepaalde ideeën, attitudes, praktijken of gedrag." Hun publicatie werd in 2002 geactualiseerd door Philip Kotler, Ned Roberto en Nancy Lee.
Vanaf omstreeks 2005 wordt ook de term transformationele marketing gebruikt voor activiteiten gericht op het veranderen van gewoonten en voorkeuren van individuen, ter vergroting van hun eigen welzijn, of dat van de maatschappij. Gedacht kan worden aan campagnes gericht op het stoppen met roken, of het voorkomen van obesitas.
Enkele auteurs die in dit veld naam gemaakt hebben zijn Kotler en Andreasen, alsook Zaltman.